# Joseph Sonnleithner
Joseph Ferdinand Sonnleithner (Viena, 3 de març de 1766 - Viena, 25 de desembre de 1835) fou un llibretista, director de teatre, arxiver i advocat austríac. Era fill de Christoph Sonnleithner, germà d'Ignaz von Sonnleithner i oncle de Franz Grillparzer i Leopold von Sonnleithner. Fou amic personal i advocat de Ludwig van Beethoven, i va escriure nombrosos llibrets, entre ells, el de les òperes Fidelio de Beethoven, Faniska de Luigi Cherubini i Agnes Sorel d'Adalbert Gyrowetz.